# Канаба
Канаба (лат. canaba, мн. ч. canabae, также canabae legionis) — в древнеримской культуре гражданское поселение около военного лагеря (каструма) римского легиона. Изначально этот термин обозначал хижину. Поселения возле более мелких крепостей назывались vicus. Этим же словом могла называться часть канабы.
Постоянные военные лагеря привлекали торговцев, ремесленников и иных гражданских лиц, которые продавали легионерам необходимые в быту вещи и оказывали услуги, однако селиться внутри каструма не могли. Таким образом, они начинали строить дома возле лагеря. Некоторые легионеры также имели неофициальных жен и детей, которые размещались подобным образом. Выходившие в отставку ветераны, получившие участки земли неподалёку от лагеря, также пользовались услугами канабы. Поселки разрастались, и большинство крупных каструмов имели свою канабу. Процветание канабы напрямую зависело от легионеров, и некоторые из них теряли свое значение при передислокации легиона, однако другие позднее превращались в города.
Так, на месте каструмов и их канаб возникли такие города, как Вена, Страсбург и Честер.